# Логинов, Александр Матвеевич
Алекса́ндр Матве́евич Ло́гинов (23 ноября 1857 — 1932) — уральский казак, участник Русско-турецкой войны (1877—1878), 2-й Ахал-текинской экспедиции (1880—1881), Китайской кампании (1900—1901), Русско-японской (1904—1905) и Первой мировой (1914—1918) войн, генерал-майор.

## Биография
Родился 23 ноября 1857 года. Принадлежал к уральскому казачьему роду.
На военную службу поступил 23 января 1874. В 1878 году окончил Оренбургское казачье училище и был выпущен в чине хорунжего. Участник русско-турецкой войны 1877—1878 гг (в крупных боестолкновениях участия не принимал). С декабря 1879 года в чине сотника. Участник Ахал-текинской экспедиции 1880—1881 гг. под командованием генерала Скобелева М. Д.. C 1882 г. — поручик, с 1884 г. — штабс-ротмистр лейб-гвардии Уральского казачьего эскадрона. В марте 1891 года переименован в подъесаулы. Окончил Офицерскую кавалерийскую школу в г.Санкт-Петербурге. С февраля 1900 года в чине войскового старшины, служил в должности командира 7-й сотни Корпуса охранной стражи КВЖД.
Участвовал в китайской кампании 1900—1901 гг. Награждён Золотым оружием «За храбрость» (17.06.1901).
Участвовал в русско-японской войне 1904—1905. С сентября 1904 года по апрель 1906 года служил в должности командира 1-го Аргунского полка Забайкальского казачьего войска. В декабре 1904 года был произведён в чин полковника, с формулировкой «за отличие». С июля 1906 года по июль 1912 года проходил службу в должности командира 3-го Уральского казачьего полка, расквартированного в гг.Липно, Влоцлавек. 16 июля 1912 года произведён в чин генерал-майора, с формулировкой «за отличие» и назначен на должность командира 2-й бригады 1-й Туркестанской казачьей дивизии 1-го Туркестанского армейского корпуса, в марте 1914 года назначен на должность командира 1-й бригады той же дивизии.
Участник Первой мировой войны. Командир отдельной Туркестанской казачьей бригады. Участник боев под Лодзью в ноябре 1914 года. С марта 1916 г. являлся начальником 2-й Туркестанской казачьей дивизии. С июля 1916 года был назначен начальником Хорасанского отряда со штаб-квартирой в г.Мешхеде (Персия); с апреля 1917 года командовал Гюргенским отрядом, прикрывая фланг Отдельного кавказского кавалерийского корпуса генерала Н. Н. Баратова в районе Астрабада (Персия).
Вернулся в Россию уже после свержения монархии и Октябрьской революции в 1918 году.
Умер в Москве в 1932 году.

## Награды
- Светло-бронзовая медаль «За взятие штурмом Геок-Тепе»
- Орден Святого Станислава 3 степени (1882)
- Орден Святой Анны 3 степени (1887)
- Орден Святого Станислава 2 степени (1890)
- Орден Святой Анны 2 (1894)
- Золотое оружие «За храбрость» (1901)
- Орден Святого Владимира 4 степени с мечами и бантом (1901)
- Орден Святого Владимира 3 степени с мечами (1905)
- Орден Святого Станислава 1 степени (1913)
- Орден Святой Анны 1 степени с мечами (04.06.1915)
- Серебряная Медаль «За поход в Китай»